# Danh sách trận chung kết Cúp FA

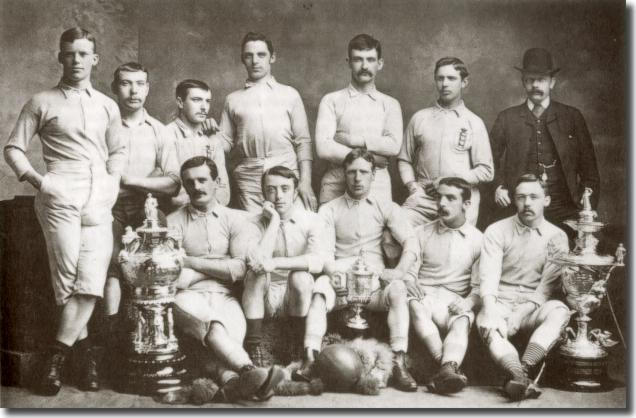
Câu lạc bộ Blackburn Rovers với chiếc cúp FA năm 1884

Giải bóng đá của hiệp hội bóng đá Anh, Challenge Cup, thường được gọi là FA Cup, là một cuộc thi đấu loại trực tiếp cúp bóng đá Anh, được tổ chức và đặt tên theo Hiệp hội bóng đá Anh (FA).
Đây là giải bóng đá lâu đời nhất hiện có trên thế giới, đã bắt đầu vào mùa 1871-1872. Đương kim vô địch là Crystal Palace khi họ đánh bại Manchester City với tỷ số 1-0 trong trận chung kết năm 2025

## Danh sách trận chung kết
Dưới đây là danh sách trận chung kết của Cúp FA, bao gồm cả các trận chung kết đá lại.
| Năm       | Chung kết                                    | Chung kết                                    | Chung kết                                    | Sân vận động                                 |
| --------- | -------------------------------------------- | -------------------------------------------- | -------------------------------------------- | -------------------------------------------- |
| Năm       | Vô địch                                      | Tỷ số                                        | Hạng nhì                                     | Sân vận động                                 |
| 1872      | Wanderers                                    | 1-0                                          | Royal Engineers                              | Sân vận động Kennington Oval                 |
| 1873      | Wanderers                                    | 2-0                                          | Oxford University                            | Sân vận động Lillie Bridge                   |
| 1874      | Oxford University                            | 2-0                                          | Royal Engineers                              | Sân vận động Kennington Oval                 |
| 1875      | Royal Engineers                              | 1-1                                          | Old Etonians                                 | Sân vận động Kennington Oval                 |
| đá lại    | Royal Engineers                              | 2-0                                          | Old Etonians                                 | Sân vận động Kennington Oval                 |
| 1876      | Wanderers                                    | 1-1                                          | Old Etonians                                 | Sân vận động Kennington Oval                 |
| đá lại    | Wanderers                                    | 3-0                                          | Old Etonians                                 | Sân vận động Kennington Oval                 |
| 1877      | Wanderers                                    | 2-1                                          | Oxford University                            | Sân vận động Kennington Oval                 |
| 1878      | Wanderers                                    | 3-1                                          | Royal Engineers                              | Sân vận động Kennington Oval                 |
| 1879      | Old Etonians                                 | 1-0                                          | Clapham Rovers                               | Sân vận động Kennington Oval                 |
| 1880      | Clapham Rovers                               | 1-0                                          | Oxford University                            | Sân vận động Kennington Oval                 |
| 1881      | Old Carthusians                              | 3-0                                          | Old Etonians                                 | Sân vận động Kennington Oval                 |
| 1882      | Old Etonians                                 | 1-0                                          | Blackburn Rovers                             | Sân vận động Kennington Oval                 |
| 1883      | Blackburn Olympic                            | 2-1                                          | Old Etonians                                 | Sân vận động Kennington Oval                 |
| 1884      | Blackburn Rovers                             | 2-1                                          | Queen's Park                                 | Sân vận động Kennington Oval                 |
| 1885      | Blackburn Rovers                             | 2-0                                          | Queen's Park                                 | Sân vận động Kennington Oval                 |
| 1886      | Blackburn Rovers                             | 0-0                                          | West Bromwich Albion                         | Sân vận động Kennington Oval                 |
| đá lại    | Blackburn Rovers                             | 2-0                                          | West Bromwich Albion                         | Sân vận động Racecourse Ground               |
| 1887      | Aston Villa                                  | 2-0                                          | West Bromwich Albion                         | Sân vận động Kennington Oval                 |
| 1888      | West Bromwich Albion                         | 2-1                                          | Preston North End                            | Sân vận động Kennington Oval                 |
| 1889      | Preston North End                            | 3-0                                          | Wolverhampton Wanderers                      | Sân vận động Kennington Oval                 |
| 1890      | Blackburn Rovers                             | 6-1                                          | Sheffield Wednesday                          | Sân vận động Kennington Oval                 |
| 1891      | Blackburn Rovers                             | 3-1                                          | Notts County                                 | Sân vận động Kennington Oval                 |
| 1892      | West Bromwich Albion                         | 3-0                                          | Aston Villa                                  | Sân vận động Kennington Oval                 |
| 1893      | Wolverhampton Wanderers                      | 1-0                                          | Everton                                      | Sân vận động Fallowfield                     |
| 1894      | Notts County                                 | 4-1                                          | Bolton Wanderers                             | Sân vận động Goodison Park                   |
| 1895      | Aston Villa                                  | 1-0                                          | West Bromwich Albion                         | Trung tâm thể thao quốc gia Crystal Palace   |
| 1896      | Sheffield Wednesday                          | 2-1                                          | Wolverhampton Wanderers                      | Trung tâm thể thao quốc gia Crystal Palace   |
| 1897      | Aston Villa                                  | 3-2                                          | Everton                                      | Trung tâm thể thao quốc gia Crystal Palace   |
| 1898      | Nottingham Forest                            | 3-1                                          | Derby County                                 | Trung tâm thể thao quốc gia Crystal Palace   |
| 1899      | Sheffield United                             | 4-1                                          | Derby County                                 | Trung tâm thể thao quốc gia Crystal Palace   |
| 1900      | Bury                                         | 4-0                                          | Southampton                                  | Trung tâm thể thao quốc gia Crystal Palace   |
| 1901      | Tottenham Hotspur                            | 2-2                                          | Sheffield United                             | Trung tâm thể thao quốc gia Crystal Palace   |
| đá lại    | Tottenham Hotspur                            | 3-1                                          | Sheffield United                             | Trung tâm thể thao quốc gia Crystal Palace   |
| 1902      | Sheffield United                             | 1-1                                          | Southampton                                  | Trung tâm thể thao quốc gia Crystal Palace   |
| đá lại    | Sheffield United                             | 2-1                                          | Southampton                                  | Sân vận động Burnden Park                    |
| 1903      | Bury                                         | 6-0                                          | Derby County                                 | Trung tâm thể thao quốc gia Crystal Palace   |
| 1904      | Manchester City                              | 1-0                                          | Bolton Wanderers                             | Trung tâm thể thao quốc gia Crystal Palace   |
| 1905      | Aston Villa                                  | 2-0                                          | Newcastle United                             | Trung tâm thể thao quốc gia Crystal Palace   |
| 1906      | Everton                                      | 1-0                                          | Newcastle United                             | Trung tâm thể thao quốc gia Crystal Palace   |
| 1907      | Sheffield Wednesday                          | 2-1                                          | Everton                                      | Trung tâm thể thao quốc gia Crystal Palace   |
| 1908      | Wolverhampton Wanderers                      | 3-1                                          | Newcastle United                             | Trung tâm thể thao quốc gia Crystal Palace   |
| 1909      | Manchester United                            | 1-0                                          | Bristol City                                 | Trung tâm thể thao quốc gia Crystal Palace   |
| 1910      | Newcastle United                             | 1-1                                          | Barnsley                                     | Trung tâm thể thao quốc gia Crystal Palace   |
| đá lại    | Newcastle United                             | 2-0                                          | Barnsley                                     | Sân vận động Goodison Park                   |
| 1911      | Bradford City                                | 0-0                                          | Newcastle United                             | Trung tâm thể thao quốc gia Crystal Palace   |
| đá lại    | Bradford City                                | 1-0                                          | Newcastle United                             | Sân vận động Old Trafford                    |
| 1912      | Barnsley                                     | 0-0                                          | West Bromwich Albion                         | Trung tâm thể thao quốc gia Crystal Palace   |
| đá lại    | Barnsley                                     | 1-0                                          | West Bromwich Albion                         | Sân vận động Bramall Lane                    |
| 1913      | Aston Villa                                  | 1-0                                          | Sunderland                                   | Trung tâm thể thao quốc gia Crystal Palace   |
| 1914      | Burnley                                      | 1-0                                          | Liverpool                                    | Trung tâm thể thao quốc gia Crystal Palace   |
| 1915      | Sheffield United                             | 3-0                                          | Chelsea                                      | Sân vận động Old Trafford                    |
| 1916-1919 | bị hoãn do Chiến tranh thế giới lần thứ nhất | bị hoãn do Chiến tranh thế giới lần thứ nhất | bị hoãn do Chiến tranh thế giới lần thứ nhất | bị hoãn do Chiến tranh thế giới lần thứ nhất |
| 1920      | Aston Villa                                  | 1-0                                          | Huddersfield Town                            | Sân vận động Stamford Bridge                 |
| 1921      | Tottenham Hotspur                            | 1-0                                          | Wolverhampton Wanderers                      | Sân vận động Stamford Bridge                 |
| 1922      | Huddersfield Town                            | 1-0                                          | Preston North End                            | Sân vận động Stamford Bridge                 |
| 1923      | Bolton Wanderers                             | 2-0                                          | West Ham United                              | Sân vận động Wembley                         |
| 1924      | Newcastle United                             | 2-0                                          | Aston Villa                                  | Sân vận động Wembley                         |
| 1925      | Sheffield United                             | 1-0                                          | Cardiff City                                 | Sân vận động Wembley                         |
| 1926      | Bolton Wanderers                             | 1-0                                          | Manchester City                              | Sân vận động Wembley                         |
| 1927      | Cardiff City                                 | 1-0                                          | Arsenal                                      | Sân vận động Wembley                         |
| 1928      | Blackburn Rovers                             | 3-1                                          | Huddersfield Town                            | Sân vận động Wembley                         |
| 1929      | Bolton Wanderers                             | 2-0                                          | Portsmouth                                   | Sân vận động Wembley                         |
| 1930      | Arsenal                                      | 2-0                                          | Huddersfield Town                            | Sân vận động Wembley                         |
| 1931      | West Bromwich Albion                         | 2-1                                          | Birmingham                                   | Sân vận động Wembley                         |
| 1932      | Newcastle United                             | 2-1                                          | Arsenal                                      | Sân vận động Wembley                         |
| 1933      | Everton                                      | 3-0                                          | Manchester City                              | Sân vận động Wembley                         |
| 1934      | Manchester City                              | 2-1                                          | Portsmouth                                   | Sân vận động Wembley                         |
| 1935      | Sheffield Wednesday                          | 4-2                                          | West Bromwich Albion                         | Sân vận động Wembley                         |
| 1936      | Arsenal                                      | 1-0                                          | Sheffield United                             | Sân vận động Wembley                         |
| 1937      | Sunderland                                   | 3-1                                          | Preston North End                            | Sân vận động Wembley                         |
| 1938      | Preston North End                            | 1-0                                          | Huddersfield Town                            | Sân vận động Wembley                         |
| 1939      | Portsmouth                                   | 4-1                                          | Wolverhampton Wanderers                      | Sân vận động Wembley                         |
| 1940-1945 | bị hoãn do Chiến tranh thế giới lần thứ hai  | bị hoãn do Chiến tranh thế giới lần thứ hai  | bị hoãn do Chiến tranh thế giới lần thứ hai  | bị hoãn do Chiến tranh thế giới lần thứ hai  |
| 1946      | Derby County                                 | 4-1                                          | Charlton Athletic                            | Sân vận động Wembley                         |
| 1947      | Charlton Athletic                            | 1-0                                          | Burnley                                      | Sân vận động Wembley                         |
| 1948      | Manchester United                            | 4-2                                          | Blackpool                                    | Sân vận động Wembley                         |
| 1949      | Wolverhampton Wanderers                      | 3-1                                          | Leicester City                               | Sân vận động Wembley                         |
| 1950      | Arsenal                                      | 2-0                                          | Liverpool                                    | Sân vận động Wembley                         |
| 1951      | Newcastle United                             | 2-0                                          | Blackpool                                    | Sân vận động Wembley                         |
| 1952      | Newcastle United                             | 1-0                                          | Arsenal                                      | Sân vận động Wembley                         |
| 1953      | Blackpool                                    | 4-3                                          | Bolton Wanderers                             | Sân vận động Wembley                         |
| 1954      | West Bromwich Albion                         | 3-2                                          | Preston North End                            | Sân vận động Wembley                         |
| 1955      | Newcastle United                             | 3-1                                          | Manchester City                              | Sân vận động Wembley                         |
| 1956      | Manchester City                              | 3-1                                          | Birmingham City                              | Sân vận động Wembley                         |
| 1957      | Aston Villa                                  | 2-1                                          | Manchester United                            | Sân vận động Wembley                         |
| 1958      | Bolton Wanderers                             | 2-0                                          | Manchester United                            | Sân vận động Wembley                         |
| 1959      | Nottingham Forest                            | 2-1                                          | Luton Town                                   | Sân vận động Wembley                         |
| 1960      | Wolverhampton Wanderers                      | 3-0                                          | Blackburn Rovers                             | Sân vận động Wembley                         |
| 1961      | Tottenham Hotspur                            | 2-0                                          | Leicester City                               | Sân vận động Wembley                         |
| 1962      | Tottenham Hotspur                            | 3-1                                          | Burnley                                      | Sân vận động Wembley                         |
| 1963      | Manchester United                            | 3-1                                          | Leicester City                               | Sân vận động Wembley                         |
| 1964      | West Ham United                              | 3-2                                          | Preston North End                            | Sân vận động Wembley                         |
| 1965      | Liverpool                                    | 2-1                                          | Leeds United                                 | Sân vận động Wembley                         |
| 1966      | Everton                                      | 3-2                                          | Sheffield Wednesday                          | Sân vận động Wembley                         |
| 1967      | Tottenham Hotspur                            | 2-1                                          | Chelsea                                      | Sân vận động Wembley                         |
| 1968      | West Bromwich Albion                         | 1-0                                          | Everton                                      | Sân vận động Wembley                         |
| 1969      | Manchester City                              | 1-0                                          | Leicester City                               | Sân vận động Wembley                         |
| 1970      | Chelsea                                      | 2-2                                          | Leeds United                                 | Sân vận động Wembley                         |
| đá lại    | Chelsea                                      | 2-1                                          | Leeds United                                 | Sân vận động Old Trafford                    |
| 1971      | Arsenal                                      | 2-1                                          | Liverpool                                    | Sân vận động Wembley                         |
| 1972      | Leeds United                                 | 1-0                                          | Arsenal                                      | Sân vận động Wembley                         |
| 1973      | Sunderland                                   | 1-0                                          | Leeds United                                 | Sân vận động Wembley                         |
| 1974      | Liverpool                                    | 4-0                                          | Newcastle United                             | Sân vận động Wembley                         |
| 1975      | West Ham United                              | 2-0                                          | Fulham                                       | Sân vận động Wembley                         |
| 1976      | Southampton                                  | 1-0                                          | Manchester United                            | Sân vận động Wembley                         |
| 1977      | Manchester United                            | 2-1                                          | Liverpool                                    | Sân vận động Wembley                         |
| 1978      | Ipswich Town                                 | 1-0                                          | Arsenal                                      | Sân vận động Wembley                         |
| 1979      | Arsenal                                      | 3-2                                          | Manchester United                            | Sân vận động Wembley                         |
| 1980      | West Ham United                              | 1-0                                          | Arsenal                                      | Sân vận động Wembley                         |
| 1981      | Tottenham Hotspur                            | 1-1                                          | Manchester City                              | Sân vận động Wembley                         |
| đá lại    | Tottenham Hotspur                            | 3-2                                          | Manchester City                              | Sân vận động Wembley                         |
| 1982      | Tottenham Hotspur                            | 1-1                                          | Queens Park Rangers                          | Sân vận động Wembley                         |
| đá lại    | Tottenham Hotspur                            | 1-0                                          | Queens Park Rangers                          | Sân vận động Wembley                         |
| 1983      | Manchester United                            | 2-2                                          | Brighton & Hove Albion                       | Sân vận động Wembley                         |
| đá lại    | Manchester United                            | 4-0                                          | Brighton & Hove Albion                       | Sân vận động Wembley                         |
| 1984      | Everton                                      | 2-0                                          | Watford                                      | Sân vận động Wembley                         |
| 1985      | Manchester United                            | 1-0                                          | Everton                                      | Sân vận động Wembley                         |
| 1986      | Liverpool                                    | 3-1                                          | Everton                                      | Sân vận động Wembley                         |
| 1987      | Coventry                                     | 3-2                                          | Tottenham Hotspur                            | Sân vận động Wembley                         |
| 1988      | Wimbledon                                    | 1-0                                          | Liverpool                                    | Sân vận động Wembley                         |
| 1989      | Liverpool                                    | 3-2                                          | Everton                                      | Sân vận động Wembley                         |
| 1990      | Manchester United                            | 3-3                                          | Crystal Palace                               | Sân vận động Wembley                         |
| đá lại    | Manchester United                            | 1-0                                          | Crystal Palace                               | Sân vận động Wembley                         |
| 1991      | Tottenham Hotspur                            | 2-1                                          | Nottingham Forest                            | Sân vận động Wembley                         |
| 1992      | Liverpool                                    | 2-0                                          | Sunderland                                   | Sân vận động Wembley                         |
| 1993      | Arsenal                                      | 1-1                                          | Sheffield Wednesday                          | Sân vận động Wembley                         |
| đá lại    | Arsenal                                      | 2-1                                          | Sheffield Wednesday                          | Sân vận động Wembley                         |
| 1994      | Manchester United                            | 4-0                                          | Chelsea                                      | Sân vận động Wembley                         |
| 1995      | Everton                                      | 1-0                                          | Manchester United                            | Sân vận động Wembley                         |
| 1996      | Manchester United                            | 1-0                                          | Liverpool                                    | Sân vận động Wembley                         |
| 1997      | Chelsea                                      | 2-0                                          | Middlesbrough                                | Sân vận động Wembley                         |
| 1998      | Arsenal                                      | 2-0                                          | Newcastle United                             | Sân vận động Wembley                         |
| 1999      | Manchester United                            | 2-0                                          | Newcastle United                             | Sân vận động Wembley                         |
| 2000      | Chelsea                                      | 1-0                                          | Aston Villa                                  | Sân vận động Wembley                         |
| 2001      | Liverpool                                    | 2-1                                          | Arsenal                                      | Sân vận động Thiên niên kỷ                   |
| 2002      | Arsenal                                      | 2-0                                          | Chelsea                                      | Sân vận động Thiên niên kỷ                   |
| 2003      | Arsenal                                      | 1-0                                          | Southampton                                  | Sân vận động Thiên niên kỷ                   |
| 2004      | Manchester United                            | 3-0                                          | Millwall                                     | Sân vận động Thiên niên kỷ                   |
| 2005      | Arsenal                                      | 0-0, 5-4 (11m)                               | Manchester United                            | Sân vận động Thiên niên kỷ                   |
| 2006      | Liverpool                                    | 3-3, 3-1 (11m)                               | West Ham United                              | Sân vận động Thiên niên kỷ                   |
| 2007      | Chelsea                                      | 1-0 (2 hiệp phụ)                             | Manchester United                            | Sân vận động Wembley                         |
| 2008      | Portsmouth                                   | 1-0                                          | Cardiff City                                 | Sân vận động Wembley                         |
| 2009      | Chelsea                                      | 2-1                                          | Everton                                      | Sân vận động Wembley                         |
| 2010      | Chelsea                                      | 1-0                                          | Portsmouth                                   | Sân vận động Wembley                         |
| 2011      | Manchester City                              | 1-0                                          | Stoke City                                   | Sân vận động Wembley                         |
| 2012      | Chelsea                                      | 2-1                                          | Liverpool                                    | Sân vận động Wembley                         |
| 2013      | Wigan Athletic                               | 1-0                                          | Manchester City                              | Sân vận động Wembley                         |
| 2014      | Arsenal                                      | 3-2 (2 hiệp phụ)                             | Hull City                                    | Sân vận động Wembley                         |
| 2015      | Arsenal                                      | 4-0                                          | Aston Villa                                  | Sân vận động Wembley                         |
| 2016      | Manchester United                            | 2-1 (2 hiệp phụ)                             | Crystal Palace                               | Sân vận động Wembley                         |
| 2017      | Arsenal                                      | 2-1                                          | Chelsea                                      | Sân vận động Wembley                         |
| 2018      | Chelsea                                      | 1-0                                          | Manchester United                            | Sân vận động Wembley                         |
| 2019      | Manchester City                              | 6-0                                          | Watford                                      | Sân vận động Wembley                         |
| 2020      | Arsenal                                      | 2-1                                          | Chelsea                                      | Sân vận động Wembley                         |
| 2021      | Leicester City                               | 1-0                                          | Chelsea                                      | Sân vận động Wembley                         |
| 2022      | Liverpool                                    | 0-0, 6-5 (11m)                               | Chelsea                                      | Sân vận động Wembley                         |
| 2023      | Manchester City                              | 2-1                                          | Manchester United                            | Sân vận động Wembley                         |
| 2024      | Manchester United                            | 2-1                                          | Manchester City                              | Sân vận động Wembley                         |
| 2025      | Crystal Palace                               | 1-0                                          | Manchester City                              | Sân vận động Wembley                         |

## Số lần chiến thắng
Đội thể hiện trong chữ in nghiêng là đội không còn tồn tại. Ngoài ra, đội Queens Park không còn đủ điều kiện để gia nhập Cúp FA sau khi hiệp hội bóng đá Scotland ra đời năm 1887.
| Đội                     | Số lần thắng | Lần đầu vô địch | Lần cuối vô địch | Số lần thua | Lần cuối á quân | Tổng số lần vào chung kết |
| ----------------------- | ------------ | --------------- | ---------------- | ----------- | --------------- | ------------------------- |
| Arsenal                 | 14           | 1930            | 2020             | 7           | 2001            | 21                        |
| Manchester United       | 13           | 1909            | 2024             | 9           | 2023            | 22                        |
| Chelsea                 | 8            | 1970            | 2018             | 8           | 2022            | 16                        |
| Tottenham Hotspur       | 8            | 1901            | 1991             | 1           | 1987            | 9                         |
| Liverpool               | 8            | 1965            | 2022             | 7           | 2012            | 15                        |
| Manchester City         | 7            | 1904            | 2023             | 7           | 2025            | 13                        |
| Aston Villa             | 7            | 1877            | 1957             | 4           | 2015            | 11                        |
| Newcastle United        | 6            | 1910            | 1955             | 7           | 1999            | 13                        |
| Blackburn Rovers        | 6            | 1884            | 1928             | 2           | 1960            | 8                         |
| Everton                 | 5            | 1906            | 1995             | 8           | 2009            | 13                        |
| West Bromwich Albion    | 5            | 1888            | 1968             | 5           | 1935            | 10                        |
| Wanderers               | 5            | 1872            | 1878             | 0           | –               | 5                         |
| Wolverhampton Wanderers | 4            | 1893            | 1960             | 4           | 1939            | 8                         |
| Bolton Wanderers        | 4            | 1923            | 1958             | 3           | 1953            | 7                         |
| Sheffield United        | 4            | 1899            | 1925             | 2           | 1936            | 6                         |
| Sheffield Wednesday     | 3            | 1896            | 1935             | 3           | 1993            | 6                         |
| West Ham United         | 3            | 1964            | 1980             | 2           | 2006            | 5                         |
| Preston North End       | 2            | 1889            | 1938             | 5           | 1964            | 7                         |
| Old Etonians            | 2            | 1879            | 1882             | 4           | 1883            | 6                         |
| Portsmouth              | 2            | 1939            | 2008             | 3           | 2010            | 5                         |
| Sunderland              | 2            | 1937            | 1973             | 2           | 1992            | 4                         |
| Nottingham Forest       | 2            | 1898            | 1959             | 1           | 1991            | 3                         |
| Bury                    | 2            | 1900            | 1903             | 0           | –               | 2                         |
| Leicester City          | 1            | 2021            | 2021             | 4           | 1969            | 5                         |
| Huddersfield Town       | 1            | 1922            | 1922             | 4           | 1938            | 5                         |
| Southampton             | 1            | 1976            | 1976             | 3           | 2003            | 4                         |
| Leeds United            | 1            | 1972            | 1972             | 3           | 1973            | 4                         |
| Derby County            | 1            | 1946            | 1946             | 3           | 1903            | 4                         |
| Royal Engineers         | 1            | 1875            | 1875             | 3           | 1878            | 4                         |
| Oxford University       | 1            | 1874            | 1874             | 3           | 1880            | 4                         |
| Blackpool               | 1            | 1953            | 1953             | 2           | 1951            | 3                         |
| Cardiff City            | 1            | 1927            | 1927             | 2           | 2008            | 3                         |
| Burnley                 | 1            | 1914            | 1914             | 2           | 1962            | 3                         |
| Crystal Palace          | 1            | 2025            | 2025             | 2           | 2016            | 2                         |
| Charlton Athletic       | 1            | 1947            | 1947             | 1           | 1946            | 2                         |
| Barnsley                | 1            | 1912            | 1912             | 1           | 1910            | 2                         |
| Notts County            | 1            | 1894            | 1894             | 1           | 1891            | 2                         |
| Clapham Rovers          | 1            | 1880            | 1880             | 1           | 1879            | 2                         |
| Wigan Athletic          | 1            | 2013            | 2013             | 0           | –               | 1                         |
| Wimbledon               | 1            | 1988            | 1988             | 0           | –               | 1                         |
| Coventry City           | 1            | 1987            | 1987             | 0           | –               | 1                         |
| Ipswich Town            | 1            | 1978            | 1978             | 0           | –               | 1                         |
| Bradford City           | 1            | 1911            | 1911             | 0           | –               | 1                         |
| Blackburn Olympic       | 1            | 1883            | 1883             | 0           | –               | 1                         |
| Old Carthusians         | 1            | 1881            | 1881             | 0           | –               | 1                         |
| Watford                 | 0            |                 |                  | 2           | 2019            | 2                         |
| Birmingham City         | 0            |                 |                  | 2           | 1956            | 2                         |
| Queen's Park            | 0            |                 |                  | 2           | 1885            | 2                         |
| Hull City               | 0            |                 |                  | 1           | 2014            | 1                         |
| Stoke City              | 0            |                 |                  | 1           | 2011            | 1                         |
| Millwall                | 0            |                 |                  | 1           | 2004            | 1                         |
| Middlesbrough           | 0            |                 |                  | 1           | 1997            | 1                         |
| Brighton & Hove Albion  | 0            |                 |                  | 1           | 1983            | 1                         |
| Queens Park Rangers     | 0            |                 |                  | 1           | 1982            | 1                         |
| Fulham                  | 0            |                 |                  | 1           | 1975            | 1                         |
| Luton Town              | 0            |                 |                  | 1           | 1959            | 1                         |
| Bristol City            | 0            |                 |                  | 1           | 1909            | 1                         |